# 5.7×28mm
FN 5.7×28mm 是比利時埃斯塔勒國營工廠（法語：Fabrique Nationale Herstal，簡稱FN Herstal）為個人防衛武器而研發的子彈，以配合當時FN研發的FN P90個人防護武器，也是第一款專為個人防衛武器而設計、達到北約對個人防衛武器要求的子彈。使用有肩部、縮口的瓶狀彈殼，彈頭直徑5.7（0.22英寸），全長僅有40.5（1.59英寸）。銅質彈殼外塗有聚合物，不但克服因高膛壓與彈殼外型造成的退殼不順，同時也確保穩定的彈匣進彈。主要特點是彈頭初速高，因此能擊穿軍用的防彈裝備。北約在2002至2003年對現有的PDW子彈，5.7×28mm及4.6×30mm進行比對測試，以決定選擇何者取代9mm子彈，結果顯示5.7×28mm子彈明顯較優，建議成員國採用。

## 歷史

### 研發

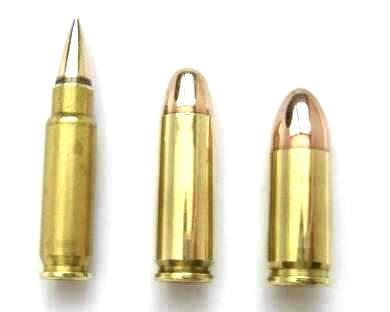
由左至右：
5.7×28mm，7.92×24mm，9×19mm

80年代北約作出對個人防衛武器的需求（北約的AC225計劃），要求該武器能適合給射擊訓練較少的人員（例如駕駛員、砲兵、工兵、憲兵以及後勤支援人員），使其在面對敵人有防彈裝備的部隊時能有效自衛，Fabrique Nationale de Herstal於1986年開始研發了一組個人防衛武器。因原有彈藥無足夠的穿透力貫穿防彈裝備的要求，FN在研發個人防衛武器的同時，也研發出5.7×28mm子彈，以取代無法達到要求的9mm子彈。
1990年FN推出了5.7×28mm及P90個人防衛武器，當時叫作SS90，重1.5g，彈頭以塑膠制造，以P90發射時鎗口速度850m/s，而此彈頭在美國取得專利。
但SS90在1993被SS190取代，分別在於彈頭長度減短了，以容許放進FN Five-seven手鎗內，由於彈頭體積減小，物料改為金屬，使得彈頭重量不減反增，有2.3g，而在P90鎗口速度則降至715m/s。改用SS190的同時，FN也推出可以使用SS190的新彈匣給P90。
之後SS190系的其他彈種也相繼推出，包括L191及SB193。
曾經有兩種SS190系的子彈面世，但隨即停產，包括2004年推出作民用的SS192中空彈，因爭論而在同年停產，2005年推出了另一民用的SS196SR，但隨即被SS195LF及SS197SR取代。
SS195LF及SS197R則被原用至今，而SS198LF則只限於軍用及警用。
當初推出時，5.7×28mm是由Olin-Winchester生產，其後改為由FN生產，2006年，意大利Fiocchi也開始在美國生產。現在，Elite Ammunition及VBR-Belgium也有生產5.7×28mm子彈。American Eagle亦有生产该子弹。

### 北約評估

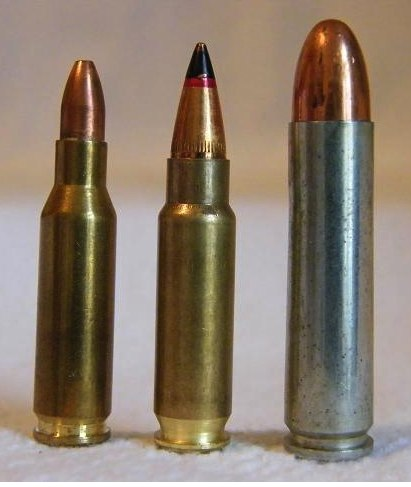
由左至右： 4.6×30mm, 5.7×28mm及.30 Carbine

現今彈藥中，性能與SS190（5.7×28mm）相當的只有H&K的4.6×30mm。為了標準化個人防衛武器的彈藥，北約對此兩種子彈作比對性測試，以選其一取代9x19mm，測試小組由美國、加拿大、法國及英國等多個專家組成，分ETBS及QRT兩工作組。結論是5.7×28mm的性能明顯比4.6×30mm高，最重要的分別是：
- 兩款子彈對有穿著防彈裝備的目標有相同的效率，但對無防彈裝備的目標時，5.7×28mm的效率高27%。[3]
- 在極端溫度下，5.7×28mm受的影響較低。[3]
- 5.7×28mm對鎗管的損害較低。[3]
- 5.7×28mm的設計及生產較接近5.56x45mm NATO子彈，方便以現有生產線大量生產。[3]
- 5.7×28mm系鎗械較成熟，對鎗械設計要求也較低，同時已有手鎗設計[3][4]。

因此北約建議採用5.7×28mm作標準，但研發4.6×30mm的德國拒絕接受，北約因此停止了整個標準化程序。
結果北約成員國各自因應自身需要而分別使用4.6×30mm或5.7×28mm子彈。
2021年2月25日，FN宣布北约的STANAG 4509已经正式选用5.7×28mm做制式弹药。

## 設計與性能
5.7×28mm子彈的總重量只有6.0g，約是9mm子彈的一半，同樣負重下射手可以攜帶多一倍的彈量，同時由於直徑較細，使得彈匣容量大為增加。而後座力只有9mm的30%，加上高初速，彈道較平直，容易操控之餘也較易作精準射擊。
FN的5.7×28mm子彈彈殼在表面蓋上是特制塑膠，使其在退殼及供彈時較順。

### 彈體尺寸

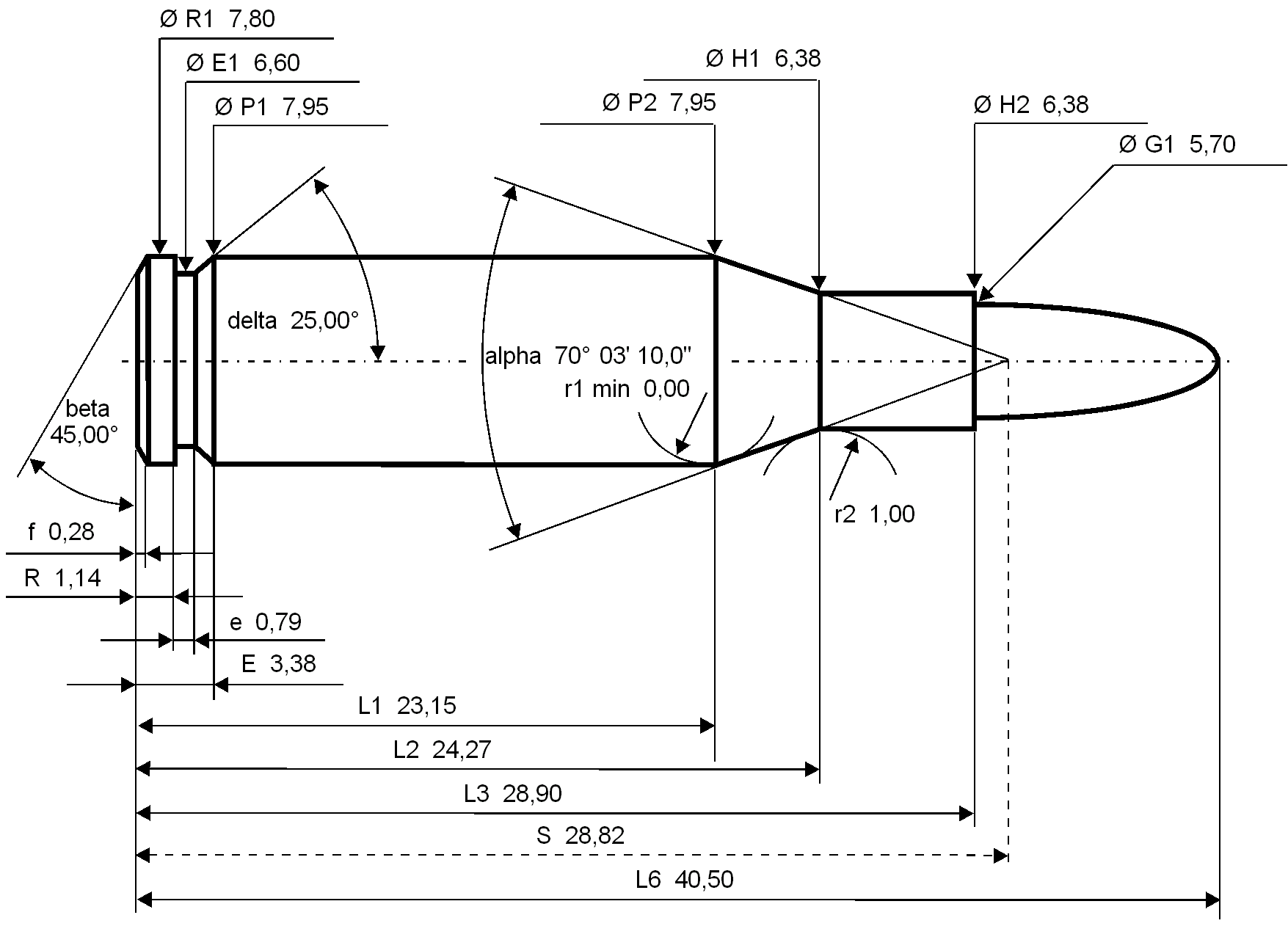
5.7×28mm子彈的彈體尺寸

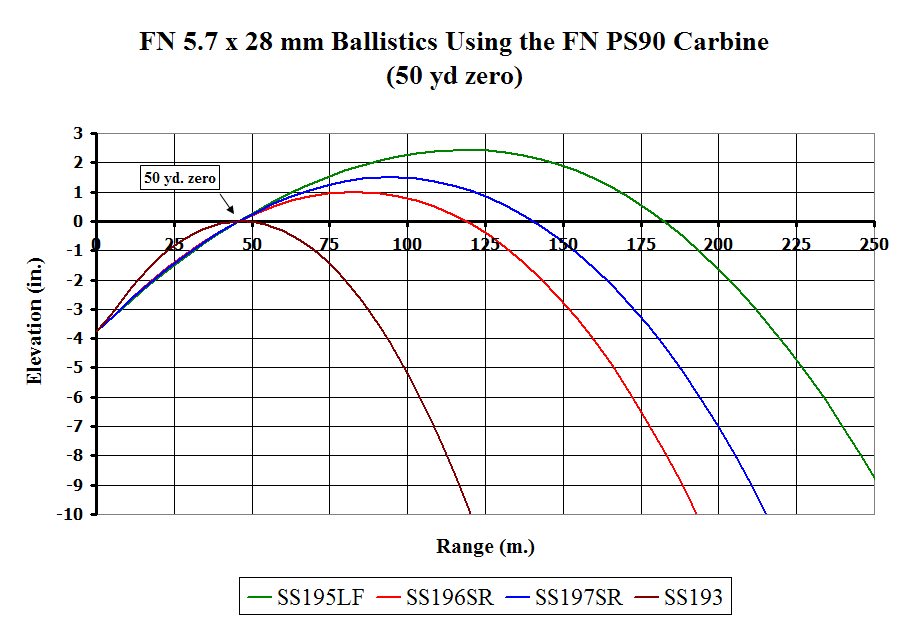
5.7×28mm子彈由PS90發射下的彈道圖表

### 射程
5.7×28mm以P90發射時，最大有效射程為200m，最遠射程為1800m。若以Five-seven手鎗發射則為50m及1500m。

### 穿透力及停止力
5.7×28mm子彈的設計重點是能有效地穿透個人防彈裝備，例如Kevlar制成的防彈背心，北約的CRISAT。SS190能在200m遠贯穿CRISAT或Level IIIA的克維拉防彈背心（IIIA防彈能力低於III級，可抵擋9mm等普遍的手槍彈/衝鋒槍攻擊。III級是軟性纖維防彈背心的最高等級，可抵擋所有大威力手槍彈和非穿甲步槍彈，但無法抵擋突擊步槍穿甲彈。軍用防彈背心一般III級，必要時加插防彈板令要害區域達到IV級，以抵擋步槍穿甲彈和大威力狙擊槍攻擊），
而民用版的5.7×28mm則被美國的美國菸酒槍炮及爆裂物管理局（ATF）列為對防護裝備無穿透力。
雖然5.7×28mm對防彈裝備的穿透力相當高，但對軟目標時的穿透力卻相對低很多，在以彈道凝膠作測試時，5.7×28mm子彈在進入後會翻滾，做成相當大的傷口，產生不小的停止力之餘，能迅速消減，因而降低了穿透力。如此即可避免子彈在穿透目標後繼續前飛而誤傷無辜。
此外，由於彈頭輕，在飛越400m後大部份動能已經消耗了（比9mm短一半有多），所以萬一打不中目標，流彈做成的附帶損害也較低。所以在短兵相接時，低能量彈頭反成了優點。

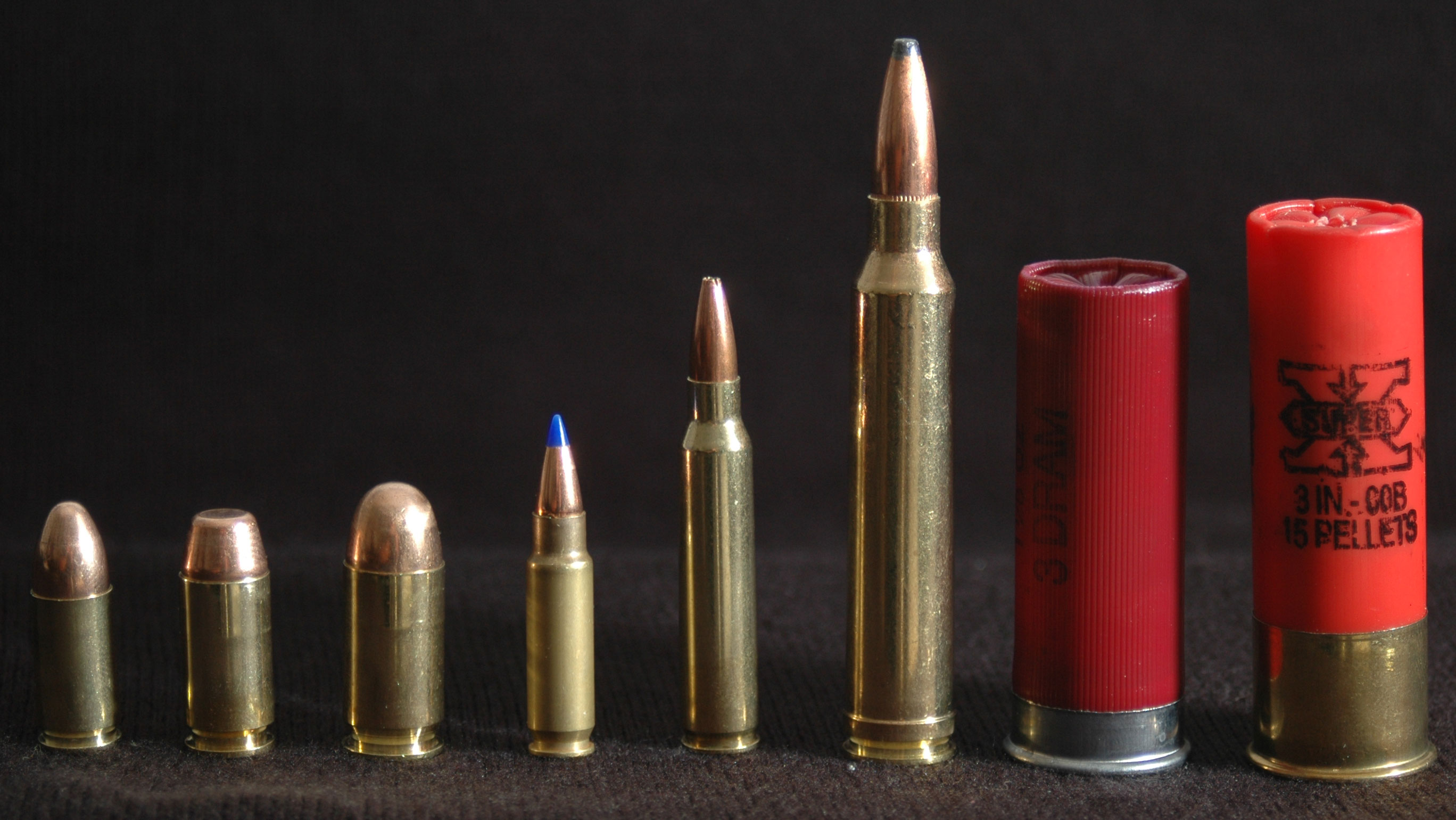
左至右: 9 mm Luger、.40 S&W、.45 ACP、5.7×28、 5.56 NATO、.300 Win Mag、2.75英吋 及 3英吋12號霰彈

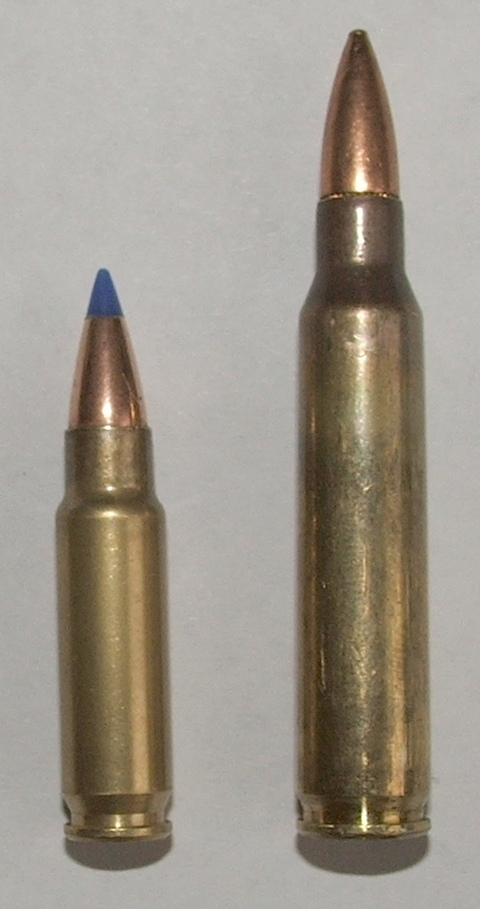
5.7×28mm（左）與5.56×45 NATO（右），二者所用彈頭直徑均為 .224英吋（5.69 mm）

## 使用鎗械

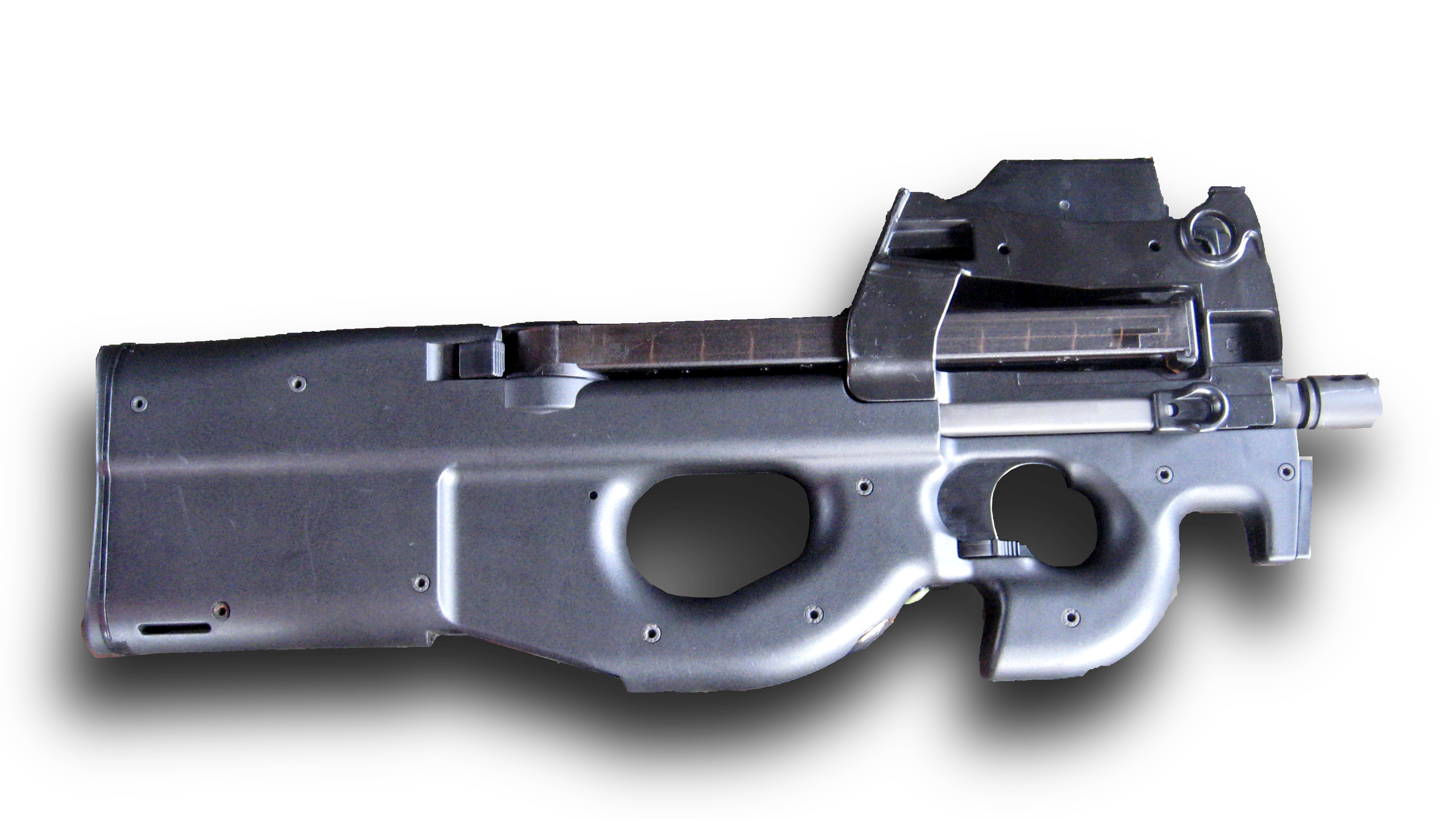
使用5.7×28mm的FN P90。

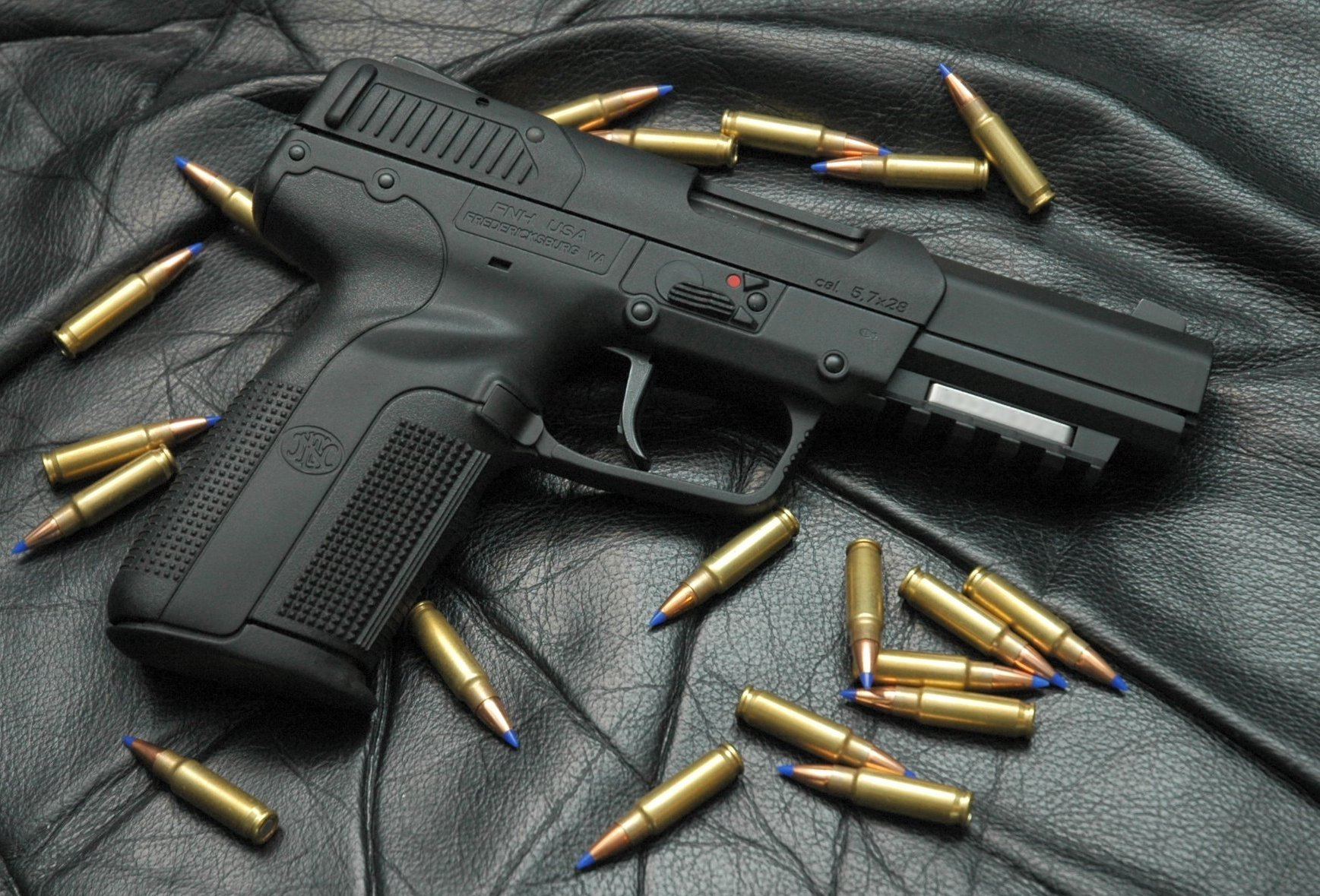
使用5.7×28mm的FN Five-seveN

5.7×28mm原是設計給FN的FN P90個人防護武器及Five-seveN手槍使用，這都是以軍方或警隊為主，其後推出了民用版本配合半自動的PS90使用。
近年，其他鎗械制造商開始設計及生產使用5.7×28mm子彈的鎗械，例如Rhineland Arms, Inc設計、AeroPrecision, Inc生產的AR-57，是改自AR-15系列的設計而成，沿用P90的彈匣。
其他的有新加坡新科動力ST Kinetics的個人防衛武器CPW，比利時VBR-Belgium的VBR CQBW手鎗等，可以選用不部件從而選用幾種不同子彈，包括5.7×28mm、4.6 × 30mm。
正在研制使用5.7×28mm子彈的鎗械制造商還有Excel Arms、Savage Arms等。

## 種類
- L191子彈
- SS195LF子彈
- SS196SR子彈
- SS197SR子彈

|              | SS190                  | L191                   | SS192                  | SB193                  | SS195LF                | SS196SR                | SS197SR                | SS198LF              |
| ------------ | ---------------------- | ---------------------- | ---------------------- | ---------------------- | ---------------------- | ---------------------- | ---------------------- | -------------------- |
| 彈頭重量     | 2.0克（32格令）        | 2.0克（32格令）        | 1.8克（28格令）        | 3.6克（55格令）        | 1.8克（28格令）        | 2.6克（40格令）        | 2.6克（40格令）        | 1.8克（27格令）      |
| P90槍口初速  | 716米/秒（2,350尺/秒） | 716米/秒（2,350尺/秒） | 701米/秒（2,300尺/秒） | 305米/秒（1,000尺/秒） | 701米/秒（2,300尺/秒） | 549米/秒（1,800尺/秒） | 594米/秒（1,950尺/秒） | ?                    |
| P90槍口動能  | 538焦耳（397ft·lbf）   | 538焦耳（397ft·lbf）   | 447焦耳（330ft·lbf）   | 163焦耳（120ft·lbf）   | 447焦耳（330ft·lbf）   | 393焦耳（290ft·lbf）   | 461焦耳 （340ft·lbf）  | ?                    |
| 彈藥類型     | FMJ "AP"               | FMJ曳光彈              | JHP                    | FMJBT                  | JHP                    | V-Max                  | V-Max                  | JHP                  |
| 有效射程     | 200米                  | 200米                  | 200米                  | 100米                  | 200米                  | 150米                  | 150米                  | 200米                |
| 彈藥外殼顏色 | 無或黑                 | 紅或紅配黑             | 無，JHP外型            | 白配灰尖               | 無，JHP外型配銀底火    | V-Max外型配紅尖        | V-max外型配藍尖        | 綠                   |
| 用途         | III級                  | III級                  | III級（停用）          | III級                  | 民用                   | 民用（停用）           | 民用                   | 只限軍部或執法部門用 |

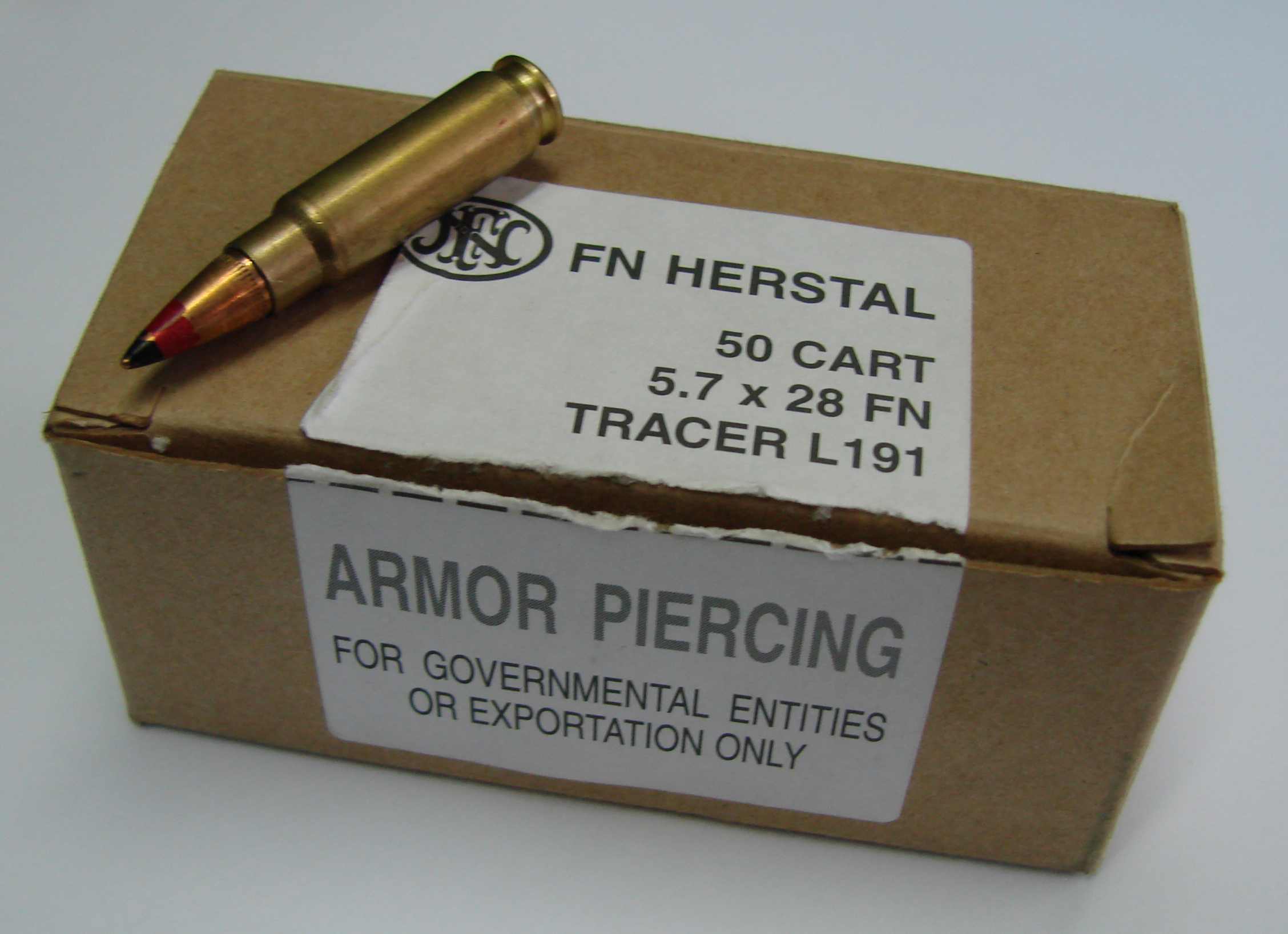
SS90 早期的原型，使用輕量配塑膠心蕊的全金屬被覆彈頭（FMJ），初速850 m/s。1994年被彈頭更重，彈身短2.7mm的SS190型取代。
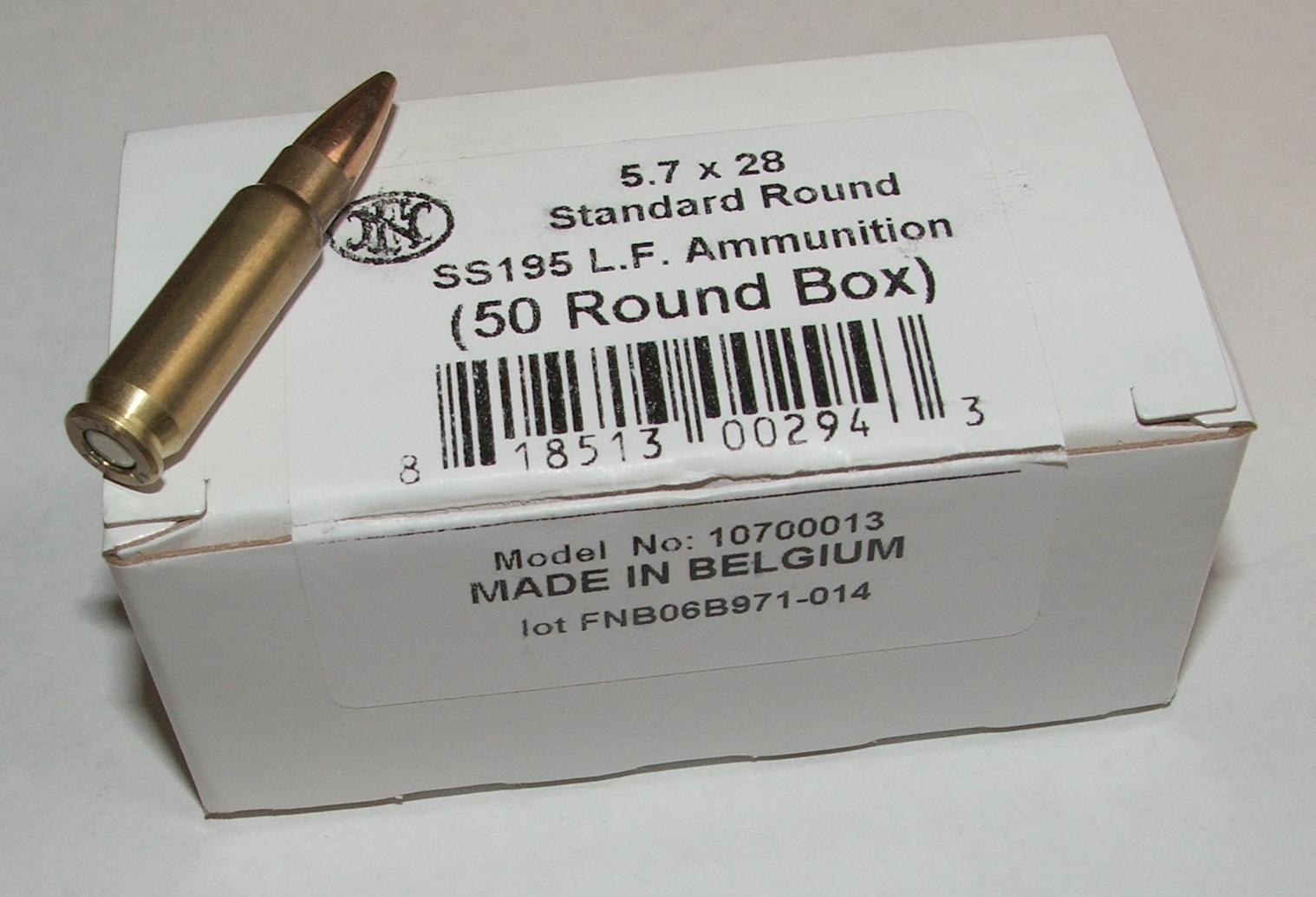
SS190 duty，1993年推出，使用較重的全金屬被覆穿甲彈頭，由於彈體較短可以在Five-seven使用，於P90發射彈速達715 m/s，彈頭以鋼覆鋁制，彈尖顏色為黑或白底黑面，有穿甲能力，FN限於向軍方或執法人員銷售。美國警方測試以SS190射向模擬人體的彈導凝膠，結果子彈深入28 - 34 cm ( 11 - 13.5 吋 )，加拿大警方在25m遠以P90、SS190子彈射向蓋上 Level II 防彈背心的彈導凝膠，結果子彈平均深入25 cm ( 9.85 )。
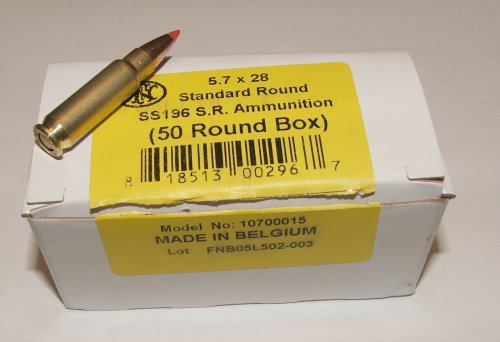
SS191又稱L191 曳光彈，性能與SS190相同，分別在於彈頭尾加上化學燃燒劑，以產生200m內可見的光跡，彈尖為紅色，FN限於向軍方或執法人員銷售。
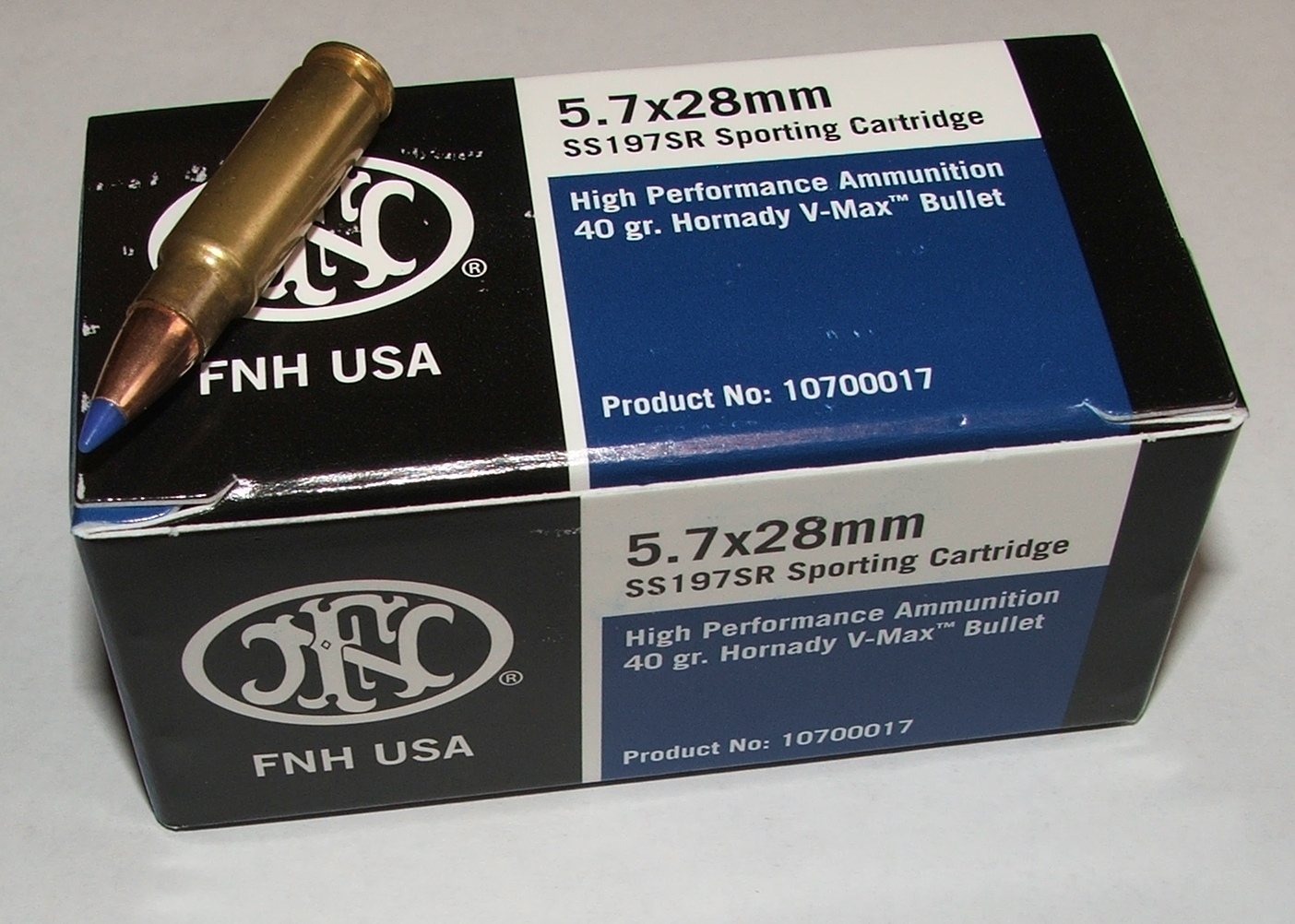
SS192 於2004年推出，同年停產，使用重1.8g鋁蕊銅被覆中空彈頭（JHP），中空位深7.6mm，開口0.8mm，以Five seven發射時不能擊穿Level IIIA 防彈背心，被美國ATF列為非穿甲彈，已被SS195LF型取代。
- SS193又稱SB193 亞音速彈，使用較重的全金屬被覆彈頭(FMJBT)，配合滅聲器以降低聲響，彈速同時降低不小，而後座力也同時略為下降，彈尖為白色，FN限於向軍方或執法人員銷售。
- T194 訓練彈，2005年停產，類似SS192或SS195，彈頭為鋁蕊銅被覆，重1.8g，彈尖為綠色。
- SS195LF 取代SS192的民用型，2004年推出，彈頭為1.8g重的鋁心蕊的銅被覆中空彈頭非穿甲彈頭。
- SS196SR 民用型，2005年推出，已停產，現由SS197SR子彈取代，彈頭為2.6g重 Hornady公司V-Max，彈尖為PC制成，為非穿甲彈，以Five seven發射時不能擊穿Level II 防彈背心，被美國ATF列為非穿甲彈。
- SS197SR 民用型，使用與SS196SR相同的2.6g重 Hornady公司V-Max彈頭，但彈速略高30m/s，為非穿甲彈，FN受權由Fiocchi公司製造，使用較重的 Hornady公司V-Max彈頭。
- SS198LF 使用與SS195LF相同彈頭，彈速略高30m/s，彈尖綠色，FN限於向軍方或執法人員銷售。

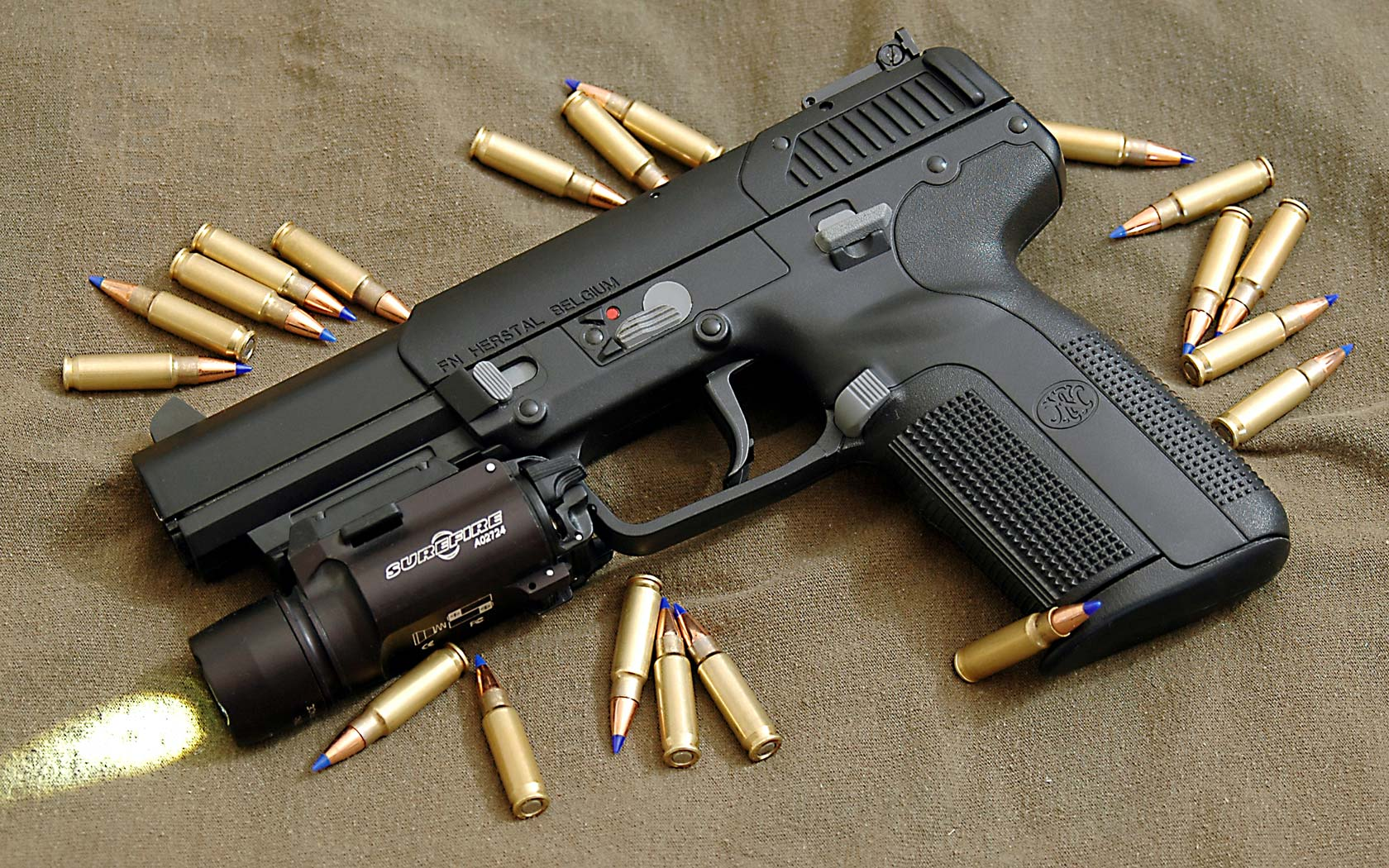
使用 5.7×28mm子彈的Five-seveN手槍。

## 相關資訊
- 手槍子彈列表
- 步槍子彈列表
- 4.6×30mm子彈
- 9mm子彈
- FN P90個人防衛武器
- Five-seveN手鎗
- FN PS90——（P90的民用型）
- AR-57卡賓槍
- HK MP7衝鋒槍
- ST Kinetics CPW個人防衛武器
- 儒格-57半自動手槍

## 外部參考
- FN Five-seveN Discussion Forum（页面存档备份，存于）